# 권병길
권병길(權炳吉, 1946년 11월 5일~2023년 3월 11일)은 대한민국의 연극배우이다. 충청남도 청양군 출신이며 1969년 연극배우로 데뷔하였다.

## 출연작

### 영화
- 2023년 《2퍼센트》
- 2017년 《대립군》 ... 좌의정 역
- 2015년 《헬머니》 ... 해설자 역(특별출연)
- 2014년 《울언니》 ... 손 회장 역
- 2014년 《왓니껴》 ... 택규 부 역
- 2014년 《해무》 ... 노 형사 역
- 2012년 《남영동1985》 ... 장관 1 역
- 2012년 《후궁: 제왕의 첩》 ... 어의 역
- 2012년 《돈의 맛》 ... 백판수 회장 역
- 2012년 《댄싱퀸》 ... 정화 부 역
- 2011년 《체포왕》 ... 경찰청장 역
- 2010년 《집 나온 남자들》 ... 큰아버지 역
- 2009년 《마더》 ... 골프장 학장 역
- 2008년 《미인도》 ... 김거상 역
- 2008년 《가루지기》 ... 고관 역
- 2007년 《세븐 데이즈》 ... 박기복 역
- 2007년 《식객》 ... 심사위원 3 역
- 2007년 《꽃미남 연쇄 테러사건》 ... 학생주임 역
- 2007년 《파란 자전거》 ... 사육사 역
- 2007년 《오래된 정원》 ... 교도소 보안과장 역
- 2006년 《아이스케키》 ... 선생님 역
- 2006년 《각설탕》 ... 황 노인 역
- 2006년 《괴물》 ... 격리공간 의사 1 역
- 2006년 《맨발의 기봉이》 ... 의사 역
- 2006년 《싸움의 기술》 ... 하씨 역
- 2005년 《그때 그사람들》 ... 양 실장 역
- 2004년 《내 머리 속의 지우개》 ... 이 박사 역
- 2003년 《최후의 만찬》 ... 약사 역
- 2003년 《살인의 추억》 ... 노의사 역
- 2003년 《국화꽃 향기》 ... 출판사 사장 역
- 2002년 《피아노 치는 대통령》 ... 장 실장 역
- 2002년 《공공의 적》 ... 국과수 과장 역
- 1999년 《인정사정 볼 것 없다》
- 1996년 《박봉곤 가출 사건》 ... 춘광 역
- 1996년 《카루나》 (특별출연)
- 1995년 《돈을 갖고 튀어라》 ... 영섭 역
- 1995년 《누가 나를 미치게 하는가》 ... 파출소장 역
- 1993년 《첫사랑》
- 1992년 《닫힌 교문을 열어》 ... 교감 역
- 1991년 《맨발에서 벤츠까지》 ... 전무 역
- 1991년 《누가 용의 발톱을 보았는가》
- 1990년 《나의 사랑 나의 신부》 ... 약사 역
- 1987년 《바람부는 날에도 꽃은 피고》

### TV 드라마
- 2017년 SBS 《사임당, 빛의 일기》
- 2017년 OCN 《보이스》 ... 백성학 역
- 2015년 tvN 《호구의 사랑》
- 2014년 SBS 《쓰리 데이즈》 ... 국무총리 역
- 2013년 KBS2 《아이리스 2》 ... 위상철 역
- 2011년 SBS 《위대한 선물》 ... 교장 역
- 2011년 tvN 《버디 버디》
- 2011년 SBS 《싸인》 ... 구성태 역
- 2011년 KBS2 《사랑을 믿어요》 ... 기창의 아버지 역
- 2010년 KBS2 《KBS 드라마 스페셜 - 조금 야한 우리 연애》 ... 의사 역
- 2009년 TvN 《세 남자》 ... 야외 포차 점쟁이 역
- 2008년 MBC 《종합병원 2》 ... 노정수 역
- 2008년~2009년 SBS 《가문의 영광》 ... 족보 관리하는 남자 역
- 2006년 KBS2 《드라마시티 - 안개시정거리》 ... 편집장 역
- 2006년 KBS2 《특수수사일지: 1호관 사건》 ... 주현욱 역
- 2004년 KBS2 《낭랑 18세》 ... 윤정숙의 할아버지 역
- 2002년 MBC 《네 멋대로 해라》
- 2002년 KBS2 《명성황후》 ... 유 내관(유재현) 역
- 1999년 KBS1 《왕과 비》 ... 박숙진 역
- 1998년 KBS2 《종이학》 ... 세탁소 주인 역
- 1998년 KBS2 《진달래꽃 필 때까지》
- 1996년 KBS1 《찬란한 여명》 ... 최시형 역
- 1995년 MBC 《제4공화국》 ... 황낙주 역
- 1995년 KBS1 《김구》 ... 신채호 역
- 1995년 KBS1 《신세대 보고 - 어른들은 몰라요》
- 1995년 SBS 《옥이 이모》
- 1992년 KBS1 《삼국기》 ... 상리현장 역
- 1991년 KBS1 《침묵의 땅》
- 1990년 KBS1 《여명의 그날》 ... 김사량 역
- 1990년 MBC 《대원군》
- 1989년 KBS2 《무풍지대》
- 1983년 MBC 《박순경》

### 연극
- 2017년 《푸른 별의 노래 - 성남》

## 수상 및 경력
- 제29회 국제예술협회 영희연극상(2003년)
- 제32회 동아연극상 남자연기상(1996년)
- 제1회 현대연극상 연기상(1995년)
- 극단 자유 단원
- 한국연극배우협회 단원
- 서울 골드스미스 테일러 시어터 이사장

## 이외 이력
- 민주노동당 상임위원(2000년 7월~2001년 12월)